# Шелле, Эрнст
Эрнст Шелле (нем. Ernst Schelle, 1864 — 1945) — немецкий ботаник.

## Биография
Эрнст Шелле родился в 1864 году. 
Шелле занимался изучением семенных растений, с акцентом на растения семейства Кактусовые. Он работал в качестве инспектора Ботанического сада Тюбингенского университета.
Эрнст Шелле умер в 1945 году.   

## Научная деятельность
Эрнст Шелле специализировался на семенных растениях.
Совместно с Альбертом Фричем в 1930-х годах Шелле переработал систематику семейства кактусовых (так называемая система Фрича-Шелле), основанную на микроскопическом изучении структуры семян, а также на объективных данных о положении и строении вегетативных точек роста.:28 которая стала несомненным шагом вперёд и открыла путь новейшей послевоенной систематике ученика Фрича, Курта Бакеберга.

## Некоторые публикации
- 1926. Kakteen: kurze beschreibung nebst angaben über die kultur der gegenwärtig im handelbefindlichen arten und formen ... (Cactus: Breve descripción, junto con información sobre la cultura de los presentes en la misma especie sensible a mano y la forma ...). Ed. A. Fischer. 368 pp.
- 1921. Botanisches und gärtnerisches Wörterbuch für Gärtner und Gartenfreunde (Botánica y horticultura diccionario para los jardineros y amantes de los jardines). Ed. Ulmer. 212 pp.
- 1909. Die winterharten Nadelhölzer Mitteleuropas: ein Handbuch für Gärtner und Gartenfreunde (Las coníferas resistentes en el centro de Europa: un manual para los jardineros y amantes de los jardines). Ed. Ulmer. 356 pp.
- Ernst Schelle, Hermann Zabel. 1903. Handbuch der Laubholz-Benenung. Systematische und alphabetische Liste aller in Deutschland ohne oder unter leichtem Schutz im freien Lande ausdauernden Laubholzarten und Formen mit ihren Synonymen (Manual de maderas duras secadas. Sistemática y lista alfabética de todas en Alemania, con o sin protección ligera en el campo abierto especies perennes de hoja caduca y forma con sus sinónimos). Ed. P. Parey. 625 pp.